# Wonfurt
Wonfurt – miejscowość i gmina w Niemczech, w kraju związkowym Bawaria, w rejencji Dolna Frankonia, w regionie Main-Rhön, w powiecie Haßberge, wchodzi w skład wspólnoty administracyjnej Theres. Leży około 5 km na południowy zachód od Haßfurtu, nad Menem, przy autostradzie A70, drodze B26 i linii kolejowej Bamberg – Schweinfurt.

## Dzielnice
W skład gminy wchodzą cztery dzielnice: Dampfach, Steinsfeld, Reinhardswinden i Wonfurt.

## Demografia
| Rok  | Liczba mieszk. |
| ---- | -------------- |
| 1970 | 1.667          |
| 1987 | 1.635          |
| 2000 | 1.896          |
| 2005 | 1.969          |

## Polityka
Wójtem jest Dieter Zehendner z CSU. Rada gminy składa się z 13 członków:
|      | CSU | SPD | Zieloni | Lista Steinsfelder | Razem     |
| 2002 | 8   | 2   | 1       | 2                  | 13 miejsc |

## Oświata
(na 1999)

W gminie znajduje się 100 miejsc przedszkolnych (z 87 dziećmi).